# Urdaneta (Trujillo)
Urdaneta é um município da Venezuela localizado no estado de Trujillo.
A capital do município é a cidade de La Quebrada.